# Залив Шевченко
Залив Шевченко (до 1961 года залив Паскевича) — самый большой залив Малого Аральского моря, расположенный в западной его части.

## История
В 1849 году под руководством Алексея Бутакова была проведена первая научная экспедиция по описанию Аральского моря, в ходе исследования залив получил имя Паскевича, в честь генерал-фельдмаршала России Ивана Паскевича.
В 1961 году залив переименовали по фамилии поэта Тараса Шевченко, принимавшего участие в экспедиции Бутакова в качестве художника.

## Будущее залива
В рамках второй фазы проекта «Регулирование русла реки Сырдарьи и сохранение Северного Аральского моря» (2010—2015 гг.), предусматривающей увеличение объёма Северного Арала с 27 км³ до 59 км³ и подъём уровня воды до 46 м над уровнем моря, планируется строительство гидротехнических объектов в заливе Шевченко.

## Топографические карты
- Лист карты L-41-XIII Акбасты. Масштаб: 1 : 200 000. Указать дату выпуска/состояния местности.